# Appoigny
Appoigny – miejscowość i gmina we Francji, w regionie Burgundia-Franche-Comté, w departamencie Yonne.
Według danych na rok 1990 gminę zamieszkiwało 2755 osób, a gęstość zaludnienia wynosiła 125 osób/km² (wśród 2044 gmin Burgundii Appoigny plasuje się na 72. miejscu pod względem liczby ludności, natomiast pod względem powierzchni na miejscu 373.).